# Hogna furva cingulipes
Hogna furva là một phân loài nhện trong họ Lycosidae.
Loài này thuộc chi Hogna. Hogna furva cingulipes được Eugène Simon miêu tả năm 1910.